# Saison 1932 de la NFL
Navigation
Édition précédente Édition suivante
La saison 1932 de la NFL est la 13e saison de la National Football League. Elle voit le sacre des Bears de Chicago.
Le nombre des franchises NFL tombe à seulement huit ; c'est un record historique. Les Braves de Boston rejoignent la NFL tandis que le Steam Roller de Providence, les Yellow Jackets de Frankford et les Indians de Cleveland abandonnent.
Pour la première fois, des statistiques officielles (voir bas de page) sont tenues avec précision.
Les Bears de Chicago et les Spartans de Portsmouth disputèrent un match de barrage en fin de saison afin de se départager. Les Bears s'imposèrent 9-0. Ce match supplémentaire fut intégré au classement, faisant passer Portsmouth du premier rang ex æquo à la troisième place.
Au cours de ce match de barrage, la décision se fait sur un touchdown prêtant à controverses. C'est le fameux « touchdown de Nagurski ». La règle interdit alors les passes en avant à moins de cinq mètres derrière la ligne de scrimmage. Il semble que Nagurski fasse sa passe dans cette zone interdite, mais malgré les protestations des Spartans, le TD est validé par les arbitres. Cet incident poussera les autorités de la NFL a modifier la règle quelques semaines plus tard, autorisant toutes les passes en avant derrière la ligne de scrimmage.

## Statistiques
- Earl Dutch Clark des Spartans de Portsmouth est le leader au classement combiné des scoreurs avec 6 TD, 3 FG, 10 PAT et 55 TP.
- Le quarterback Arnie Herber des Packers de Gren Bay est le leader du classement des passeurs avec 101 tentatives de passes, 37 passes complétées, 639 yards gagnés en passe, 9 TD pour 9 interceptions.
- Le coureur rookie Cliff Battles de Redskins de Boston est le leader du classement des coureurs avec 148 courses, 576 yards gagnés, 3,9 yards par course gagné et 3 TD.
- Le receveur Ray Flaherty des Giants de New York est le leader du classement des receveurs de passes avec 21 passes complétées, 350 yards gagnés en passe, une moyenne de 16,7 yards par passe et 3 TD.
- Les Bears de Chicago gagnent 2755 yards au total.
- Les Bears de Chicago gagnent 1770 yards en course.
- Les Bears de Chicago gagnent 1013 yards en passe.